# 西勒努斯
西勒努斯（英語：或是Silenos）。又译西莱诺斯、锡仑。古希腊神话酒神狄奥尼索斯的伴侣和导师。常以秃顶和厚嘴唇之老人形象出现。其往往与酒神狄奥尼索斯相伴随。其形象亦反映于艺术以及相关的文学作品之中。
原始的西勒努斯（Silenus）像是森林中的传说人物，具有马的耳朵，有时还有马的尾巴和腿。后来 sileni 成为了酒神狄俄尼索斯（Dionysus）的醉酒追随者，通常光头，肥胖笨重，鼻子扁平，有人类的腿。后来，复数形式的“西勒努斯”不再使用，唯一的提及是一个名叫西勒努斯的个体，他是葡萄酒之神狄俄尼索斯的老师和忠实伙伴。
作为著名的酒鬼，他通常酩酊大醉，需要萨堤尔（satyrs）的支持或由驴子抬着。西勒努斯被描述为狄俄尼索斯（Dionysus）追随者中最年长、最智慧、醉酒最严重的人，据奥菲斯（Orphic）赞美诗称他是年轻神的导师。这使他与阳具或神的半动物导师为伍，这些神包括普里阿普斯（Priapus）、赫尔马普洛迪特斯（Hermaphroditus）、塞达利翁（Cedalion）和凯隆（Chiron），也包括帕拉斯（Pallas）——雅典娜（Athena）的导师。
在欧里庇得斯（Euripides）的莎特剧《独眼巨人》（Cyclops）中，西勒努斯与萨提尔一起被困在西西里岛，他们被独眼巨人奴役。他们是故事中的喜剧元素，是对荷马（Homer）的《奥德赛》第九卷的模仿。在剧中，西勒努斯将萨提尔称为自己的孩子。
西勒努斯可能在公元前211年左右成为了拉丁语的辱骂词，当时在普劳图斯（Plautus）的《拉丁字典》（Rudens）中用来描述拉布拉克斯（Labrax），一个背叛的皮条客或老骗子，被描述为“...一个大肚子的老西莱诺斯，光头，肥胖，浓密的眉毛，愁眉苦脸，扭曲，背叛了神的罪犯”。在他的讽刺作品《凯撒》（The Caesars）中，皇帝朱利安（Julian）让西勒努斯坐在神祗旁边，就正在审查的各种统治者发表评论，包括亚历山大大帝、尤利乌斯·恺撒、奥古斯都、马可·奥勒留（他尊敬他作为一个同样是哲学君主的人）和君士坦丁一世。

## 扩展阅读
- Guy Michael Hedreen, 1992. Silens in Attic Black-figure Vase-painting: Myth and Performance (Ann Arbor: University of Michigan) Catalogue of the corpus.
- Karl Kerenyi. The Gods of the Greeks, 1951.
- Over 300 images of Silenus at the Warburg Institute's Iconographic Database （页面存档备份，存于）
- Chisholm, Hugh (编). .  (第11版). London: Cambridge University Press. 1911.